# Нерей

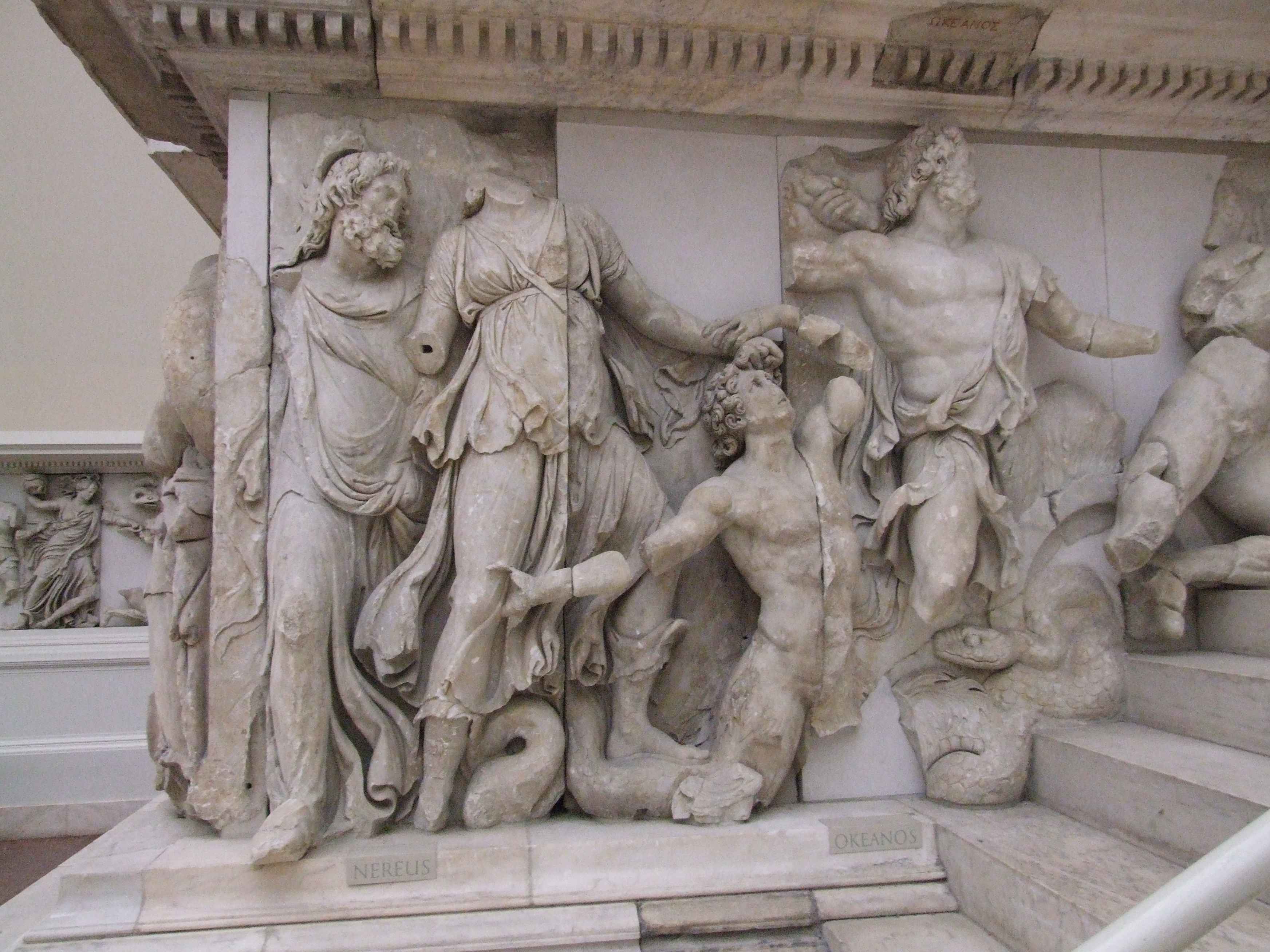
Нерей (крайній ліворуч) на барельєфі Пергамського вівтаря, II ст. до н.е.

Нере́й (лат. Nereus) — давньогрецький морський бог, покровитель Егейського моря та моряків, син Понта й Геї, батько нереїд. Як й інші морські божества, Нерей був наділений даром віщування і міг перетворюватися на різних створінь та різні стихії. Нерея зображували бородатим дідом, вкритим водоростями, з тризубцем або скіпетром у руці, іноді він мав риб'ячий хвіст.

## У міфах
Нерей був богом-покровителем Егейського моря, іноді всього Середземного. Греки вважали його доброзичливим богом, здатним пророкувати майбутнє та з'являтися смертним у різних подобах. Як вважалося, Нерей ніколи не бреше й нічого не забуває. Нерея часто зображали як діда, чиї брови, підборіддя та груди вкриті водоростями. Нерідко його атрибутом є риб'ячий хвіст, але на пізніших зображеннях Нерей цілком людського вигляду.
Цей бог був сином Понта та Геї, мешкав у сяйливій печері в морі. Його дружина Доріда народила дочок, нереїд. В пізніх текстах йому приписувалося виховання Афродіти.
В «Іліаді» згадується Морський Старий, що є батьком нереїд, хоча ім'я Нерея прямо не вказується. Своїми здібностями він тотожний Протею, з яким боровся Геракл, щоб морський бог показав йому шлях до Гесперид. Уперше про бій Геракла з Нереєм, а не Протеєм, писав афінський історик Ферекід у V ст. до н. е. Серед інших відомих міфологічних епізодів, де фігурує Нерей — його поява перед кораблем Паріса, щоб попередити про наслідки викрадення Єлени.

## Культ Нерея
Невідомо, чи поклонялися Нерею в храмах та святинях, але відомо, що він вважався захисником грецьких рибалок, даючи їм велику кількість риби для вилову.
В Гітії (Лаконія) Нерея називали «Герон», буквально «старий». Також його вшановували під іменем «Морський дід»; так само називали Протея і Форкія.
Упродовж V ст. до н. е. Протей був витіснений Тритоном.

## Нерей і Геракл
На своєму останньому завданні Геракл повинен був зірвати з дерева в саду Гесперид три золоті яблука. Для цього він рушив на захід. Під час пошуків саду Геракл натрапив на річкових німф, які сказали йому, що Нерей, морський старий, знатиме, де знайти сад. Геракл знайшов Нерея і попросив його допомоги. Коли той відмовився, Геракл стрибнув на бога моря і міцно тримав його, але Нерей міг перетворити себе на багато форм, у тому числі вогонь, воду та різних звірів. Однак Геракл не здавався і зв‘язав Нерея. Щоб повернутися на волю, богові довелося відкрити Гераклові таємницю шляху до садів Гесперид.

## У мистецтві
Зазвичай Нерея зображали як сивого старого чоловіка, що тримає скіпетр чи тризубець. Його брови, підборіддя та груди, як в інших морських богів, покриті водоростями. Також на архаїчних зображеннях міг мати риб'ячий хвіст.
У давньогрецькому мистецтві відомі зображення Нерея на посуді. Він зображався в сценах, де бореться з Гераклом, або спостерігає разом з нереїдами за боєм Геракла проти Тритона.
Нерей зображений у сцені гігантомахії в барельєфі на Пергамському вівтарі.